# Теорема Польке ― Шварца
Теорема Польке ― Шварца ― теорема о параллельных проекциях тетраэдра.
Имеет приложения в аксонометрии.
Сформулирована в 1853 Польке и обобщена Шварцем в 1864.

## Формулировка
Любой полный плоский четырехугольник может служить параллельной проекцией тетраэдра, подобного любому данному.

### Эквивалентная формулировка
Три отрезка произвольной длины, лежащие в одной плоскости и исходящие из общей точки под произвольными углами друг к другу, могут быть приняты за параллельную проекцию пространственного ортогонального репера {\displaystyle i}, {\displaystyle j}, {\displaystyle k}  такого, что {\displaystyle |i|=|j|=|k|}.